# Antiszimmetrikus reláció
Egy {\displaystyle R} kétváltozós relációt akkor nevezünk antiszimmetrikusnak a {\displaystyle D} halmazon, ha a {\displaystyle D} bármely két olyan {\displaystyle a} és {\displaystyle b} elemére, amelyre fennáll egyszerre, hogy {\displaystyle a} relációban áll {\displaystyle b}-vel és {\displaystyle b} relációban áll {\displaystyle a}-val, akkor az {\displaystyle a} és {\displaystyle b} azonos. Ezt tömören matematikai jelöléssel így lehet felírni:
{\displaystyle \forall a,b\in D(aRb\land bRa\Longrightarrow a=b)}
Egyszerű példa az antiszimmetrikus relációra a valós számok számok halmazán értelmezett „kisebb egyenlő” reláció, hiszen ha két {\displaystyle a} és {\displaystyle b} valós szám nem egyenlő, akkor pontosan az egyik áll fenn az alábbiakból:
{\displaystyle a\leq b} vagy {\displaystyle b\leq a}
További példaként említhető egy halmaz hatványhalmazán vett részhalmaz reláció.
Fontos megjegyezni, hogy az antiszimmetrikus reláció nem ellentéte a szimmetrikus relációnak. Van olyan reláció (például az egyenlőség), amely egyben szimmetrikus és antiszimmetrikus, és van olyan reláció, amely nem szimmetrikus és nem antiszimmetrikus (például az egész számok halmazán értelmezett oszthatóság).